# 消化器外科学
消化器外科学（しょうかきげかがく、英語: gastroenterological surgery）は、食道・胃・腸、および肝臓・胆嚢・膵臓など消化器系臓器の疾患を対象として、診断・治療を行う外科学の一分野である。
腹部の手術は、旧来より外科学の基礎源流でもあり、「一般外科学（general surgery）」とも称されているが、日本では1960年代以降、胃癌の診断・治療を中心として消化器領域の外科治療の専門化が進み、「消化器外科学」と称されるようになった。なお、内科学分野では消化器学が携わる。診療科としては消化器内科と消化器外科が共に消化器センターを設置している施設もある。

## 歴史
19世紀後半から腹部外科学が興隆し、1950年代には虫垂炎、腹膜炎、腸閉塞などの急性疾患と、消化性潰瘍、胆石症などの慢性疾患が重視されるようになった。
1960年代に入ると、胃癌をはじめとする消化管における悪性腫瘍の研究が進み、外科学の専門分野、「消化器外科学」として発達・普及した。
1968年には、主に消化器外科医によって構成される日本消化器外科学会が設立され、医療機関が標榜する診療科名としての「消化器外科」や「消化器外科専門医」の広告が可能になっている。
扱う臓器は、ひとが生きていくのに必要なエネルギーを得るために食べた物を消化・吸収・排泄することに関係する食道、胃、十二指腸、小腸、大腸、肛門、肝臓、胆嚢、膵臓、脾臓である。
扱う疾患は、消化器の各臓器に発生したがんの診断・治療、胆石症、急性虫垂炎、腸閉塞、痔、ヘルニア、炎症性疾患（クローン病など）などの良性疾患の診断・治療、肝臓・膵臓の移植などである。近年は消化器外科領域でも腹腔鏡や内視鏡による手術手技が普及しつつある。
なお、日本の消化器がんの診断や治療成績は世界のトップレベルとされる。

## 消化器官の役割

### 食道
食道とは、咽頭と胃をつなぐ管腔臓器で25cm前後の長さがある。大動脈や気管、心臓、肺などに接して下降し横隔膜の食道裂孔を通って胃に至る。食道に物が入ると蠕動運動がおこり食物を胃に運ぶ。

### 胃
胃とは、食べ物を一旦貯蔵し、消化吸収のための準備を行うところである。
胃の壁は、食べ物を混ぜるために厚い筋肉で作られている。また、内側は粘膜という柔らかい組織でおおわれている。粘膜からは胃酸と消化酵素を含む胃液が出るが、胃自体が消化されてしまわないように粘膜を保護する粘液も出てくる。

### 胆道
胆道とは、肝臓から分泌された胆汁の通り道で、「肝外胆管」「胆嚢」「十二指腸乳頭部」のことである。胆管（肝外胆管）は肝臓から十二指腸まで胆汁が通る管のことである。胆管の長さは約10-15cmで太さは0.5-1cmである。
胆嚢は、胆汁を一時的に貯めて濃縮する袋状の臓器で、西洋梨状の形をしている。大きさは長さ7-10cm、幅3-10cm位。食事をすると胆嚢は収縮して貯めていた胆汁を胆管から十二指腸に出し、消化吸収の助けを行う。
十二指腸乳頭部は、胆管が十二指腸に開口する部分で、膵管と合流している。乳頭部を取り囲むように括約筋が存在し、胆汁の流れを調節している。

### 膵臓
膵臓とは、胃の背側、脊椎の腹側に位置し、成人で長さ平均15cm、幅3cm、厚さ2cm、重さ60-100gの淡黄色を呈した臓器である。外分泌と内分泌を営む二つの機能を有する。
外分泌機能としては、一日約800-1,000mlにもおよぶ膵液を分泌している。分泌量は必要により調節されている。膵液はアルカリ性で、多数の消化酵素を含んでおり、食物の消化吸収に役立てられる。
内分泌機能としては、インスリンやグルカゴンが膵で産生され、血糖値の調整に利用される。

### 肝臓
肝臓とは、赤褐色調、腹腔内で最大の臓器である（1,000から1,500g）。解剖学的には、肝鎌状間膜を境に左葉・右葉に分かれる。実際の臨床では、Cantlie（カントリー）線（胆嚢底と肝背面の下大静脈を結ぶ線）を境に左葉と右葉の二葉に分ける。左葉と右葉はさらに区域、亜区域というものに分かれる。外側区域・内側区域、および前区域・後区域、さらに、外側区域、前区域、後区域を上下に分け、それらと内側区域、尾状葉を合わせ八つの亜区域（S1～8）に分かれる。肝臓に注ぐ血管は門脈と肝動脈で、肝臓はこれらの二つの血管の二重支配を受ける。
肝臓は、生体の化学工場といわれる。糖質、蛋白質、脂質などの代謝機能や種々の物質の解毒・排泄機能を行う。また、胆汁という消化液の合成を行ったり免疫系にも深く関係している。

### 脾臓
脾臓とは、左脇腹にある造血・リンパ器官であり、門脈とは、腹部諸臓器（大腸、小腸、膵臓、脾臓など）の静脈から肝臓さらに肝臓内へと流れる血管の総称である。
脾臓は、通常10cm x 6cm x 3cm程の大きさで、乳幼児期の血球（赤血球、白血球、血小板）産生の担い手である。また、古くなった血球を処分したり、血液を貯えたりする働きのほかに、リンパ球（白血球の一種）の産生や血液中の異物の処理など免疫に関する働きもしている。大量出血をしたときや骨髄の機能が低下したときは、成人においても血球産生を行う。

### 大腸
大腸とは、約1.5mの管腔臓器である。大腸は結腸・直腸に分けられ、結腸は盲腸、上行結腸、横行結腸、下行結腸、S状結腸に分けられる。
結腸の役割は小腸より液状となって送られてきた内容物から水分を吸収して糞便にして直腸に送ることである。直腸の役割は糞便の貯留による排便の‘がまん’と肛門からの排便である。

## 主な疾患

### 食道
- 食道がん

### 胃
- 胃がん

### 胆道
- 胆道がん
- 胆石症

### 膵臓
- 膵がん

### 肝臓
- 肝細胞がん

### 脾臓
- 脾機能亢進症

### 大腸
- 大腸癌
- 腸閉塞
- 潰瘍性大腸炎
- クローン病

## 術式

### 基本術式
- 開胸術（thoracotomy）：食道切除術で行われることが多い
- 開腹術（laparotomy）
- 腹腔鏡手術（laparoscopic surgery）

### 食道
- 食道切除術（Esophagectomy）
  - 右開胸開腹食道亜全摘術
  - 腹腔鏡下食道亜全摘術
  - 経裂孔的食道切除術（Transhiatal esophagectomy：THE）
- ヘラー筋層切除術（Heller myotomy）
- 噴門形成術（fundoplication）

### 胃
- 胃切除術（Gstrectomy）
  - 幽門側胃切除術（distal gastrectomy）
  - 胃全摘術（total gastrectomy）
  - 噴門側胃切除術（proximal gastrectomy）

### 小腸・大腸・直腸
- 小腸切除術
- 結腸切除術（Colectomy）
- 虫垂切除術（Appendectomy）
- ハルトマン手術（Hartmann's operation）
- 前方切除術（anterior resection）
  - 高位前方切除術（High anterior resection）
  - 低位前方切除術（Lower anterior resection）
- 腹会陰式切除術（Abdominoperineal resection）
- 骨盤内臓全摘術（Total Pelvic exenteration）
- 経肛門的内視鏡下手術（TEM：Transanal endoscopic microsurgery）
- 低侵襲経肛門的手術（MITAS：Minimal invasive transanal surgery）
- 内肛門括約筋切除術（ISR：inter sphincteric resection）

### 肝・胆・膵・脾
- 肝切除術（Hepatectomy）
- 胆嚢摘出術（Cholecystectomy）
- 膵切除術（Pancreatectomy）
  - 膵頭十二指腸切除術（Pancreaticoduodenectomy：PD）
  - 膵体尾部切除術（distal pancreatectomy）
- 脾臓摘出術（Splenectomy）

### ヘルニア
- ヘルニア修復術（Herniorrhaphy）

## 関連
- 外科学
- 消化器学
- 大腸肛門外科学
- 腫瘍学
- 放射線学
- ブラック・ジャック
- 研修医なな子
- 陽だまりの樹